# Regeringen Hilmar Baunsgaard
Regeringen Hilmar Baunsgaard var Danmarks regering 2 februari 1968 - 11 oktober 1971. Det var en koalitionsregering, bestående av partierna Radikale Venstre (R), Venstre (V) och Konservative Folkeparti (K). Den kallades i folkmun för RVK-regeringen.
| Ämbete                                                                                            | Minister | Minister                | Parti                   | Period                            |
| ------------------------------------------------------------------------------------------------- | -------- | ----------------------- | ----------------------- | --------------------------------- |
| Statsminister                                                                                     |          | Hilmar Baunsgaard       | Radikale Venstre        | 2 februari 1968 - 11 oktober 1971 |
| Utrikesminister                                                                                   |          | Poul Hartling           | Venstre                 | 2 februari 1968 - 11 oktober 1971 |
| Finansminister                                                                                    |          | Poul Møller             | Konservative Folkeparti | 2 februari 1968 - 17 mars 1971    |
| Finansminister                                                                                    |          | Erik Ninn-Hansen        | Konservative Folkeparti | 17 mars 1971 - 11 oktober 1971    |
| Ekonomiminister, Minister för nordiskt samarbete & Minister för europeiska marknadsangelägenheter |          | Poul Nyboe Andersen     | Venstre                 | 2 februari 1968 - 11 oktober 1971 |
| Justitieminister                                                                                  |          | Knud Thestrup           | Konservative Folkeparti | 2 februari 1968 - 11 oktober 1971 |
| Försvarsminister                                                                                  |          | Erik Ninn-Hansen        | Konservative Folkeparti | 2 februari 1968 - 17 mars 1971    |
| Försvarsminister                                                                                  |          | Knud Østergaard         | Konservative Folkeparti | 17 mars 1971 - 11 oktober 1971    |
| Undervisningsminister                                                                             |          | Helge Larsen            | Radikale Venstre        | 2 februari 1968 - 11 oktober 1971 |
| Fiskeriminister & Minister för Grönland                                                           |          | A.C. Normann            | Radikale Venstre        | 2 februari 1968 - 11 oktober 1971 |
| Arbetsminister                                                                                    |          | Lauge Dahlgaard         | Radikale Venstre        | 2 februari 1968 - 11 oktober 1971 |
| Inrikesminister                                                                                   |          | Poul Sørensen           | Konservative Folkeparti | 2 februari 1968 - 29 juni 1969    |
| Inrikesminister                                                                                   |          | H.C. Toft               | Konservative Folkeparti | 29 juni 1969 - 11 oktober 1971    |
| Minister för offentliga arbeten                                                                   |          | Ove Guldberg            | Venstre                 | 2 februari 1968 - 11 oktober 1971 |
| Handelsminister                                                                                   |          | Knud Thomsen            | Konservative Folkeparti | 2 februari 1968 - 11 oktober 1971 |
| Bostadsminister                                                                                   |          | Aage Hastrup            | Konservative Folkeparti | 2 februari 1968 - 11 oktober 1971 |
| Jordbruksminister                                                                                 |          | Peter Larsen            | Venstre                 | 2 februari 1968 - 7 juli 1970     |
| Jordbruksminister                                                                                 |          | Henry Christensen       | Venstre                 | 7 juli 1970 - 11 oktober 1971     |
| Kulturminister & Minister för samarbete med u-länderna och nedrustningsfrågor                     |          | Kristen Helveg Petersen | Radikale Venstre        | 2 februari 1968 - 11 oktober 1971 |
| Socialminister                                                                                    |          | Nathalie Lind           | Venstre                 | 2 februari 1968 - 11 oktober 1971 |
| Kyrkominister                                                                                     |          | Arne Fog Pedersen       | Venstre                 | 2 februari 1968 - 11 oktober 1971 |